# کرانه‌ای (نظامی)

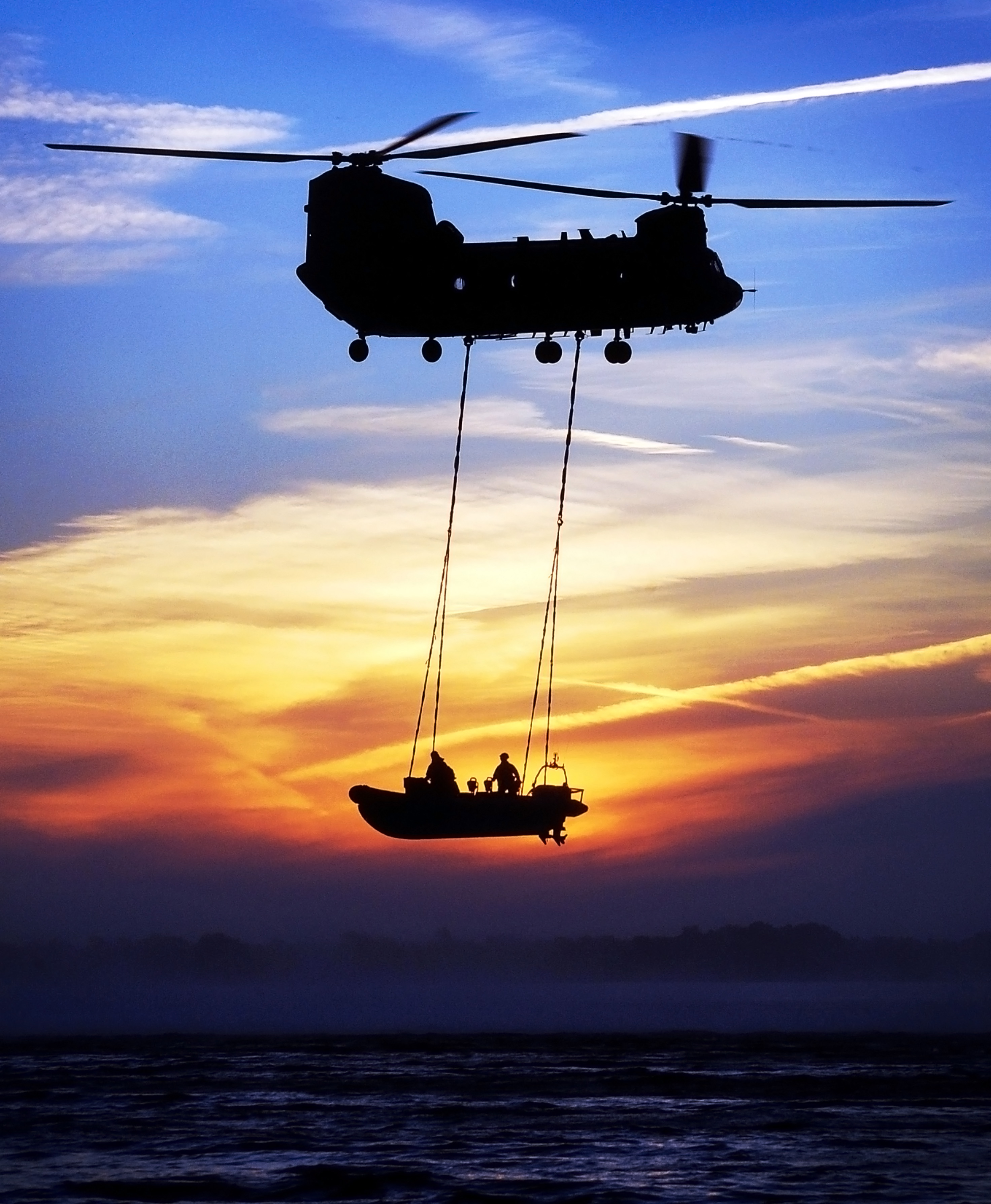
نگاره‌ای از جابه جایی قایق بادشونده (قباش) حامل تفنگداران دریایی سلطنتی توسط بالگرد بوئینگ چینوک

کرانه‌ای (به انگلیسی: Littoral) به عنوان اصطلاحی نظامی در نیروی دریایی است و اشاره به عملیات نظامی در منطقه کرانه‌ای و در فاصلهٔ معینی از ساحل دارد، این عملیات می‌توانند شامل مواردی چون مراقبت، مین‌روبی و عملیات فرود آمدن و انواع دیگر از مبارزات دریایی به زمینی باشند.
گونه‌هایی از کشتی‌های جنگی به نام کشتی جنگی کرانه‌ای (به انگلیسی: Littoral combat ship یا LCS) همچون یواس‌اس استقلال (ال‌سی‌اس-۲) و یواس‌اس آزادی (ال‌سی‌اس-۱) توسط نیروی دریایی ایالات متحده آمریکا به منظور عملیات نظامی در مناطق کرانه‌ای ساخته شده‌اند که به افزایش قدرت مانور نظامی و پیاده‌سازی دستگاه‌های بدون سرنشین در این مناطق کمک می‌کنند.